# プラウダ
プラウダ、またはプラヴダ（ロシア語: Правда プラーヴダ、英語: Pravda）は、ロシア連邦の新聞、またそれを発行する出版社（新聞社）。かつてのソビエト連邦共産党の機関紙で、1912年4月22日（ユリウス暦、グレゴリオ暦では5月5日）に発刊された。プラウダとはロシア語で「真実」「正義」の意である。

## 概要

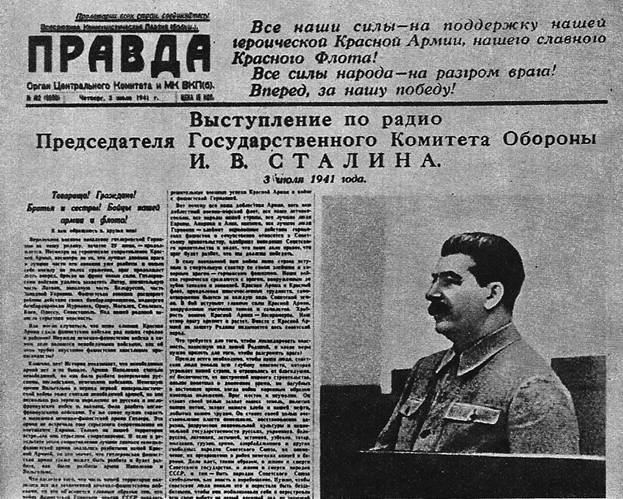
1941年7月3日のプラウダ：題「ラジオ演説を行うソ連国家防衛委員会議長、同志スターリン」

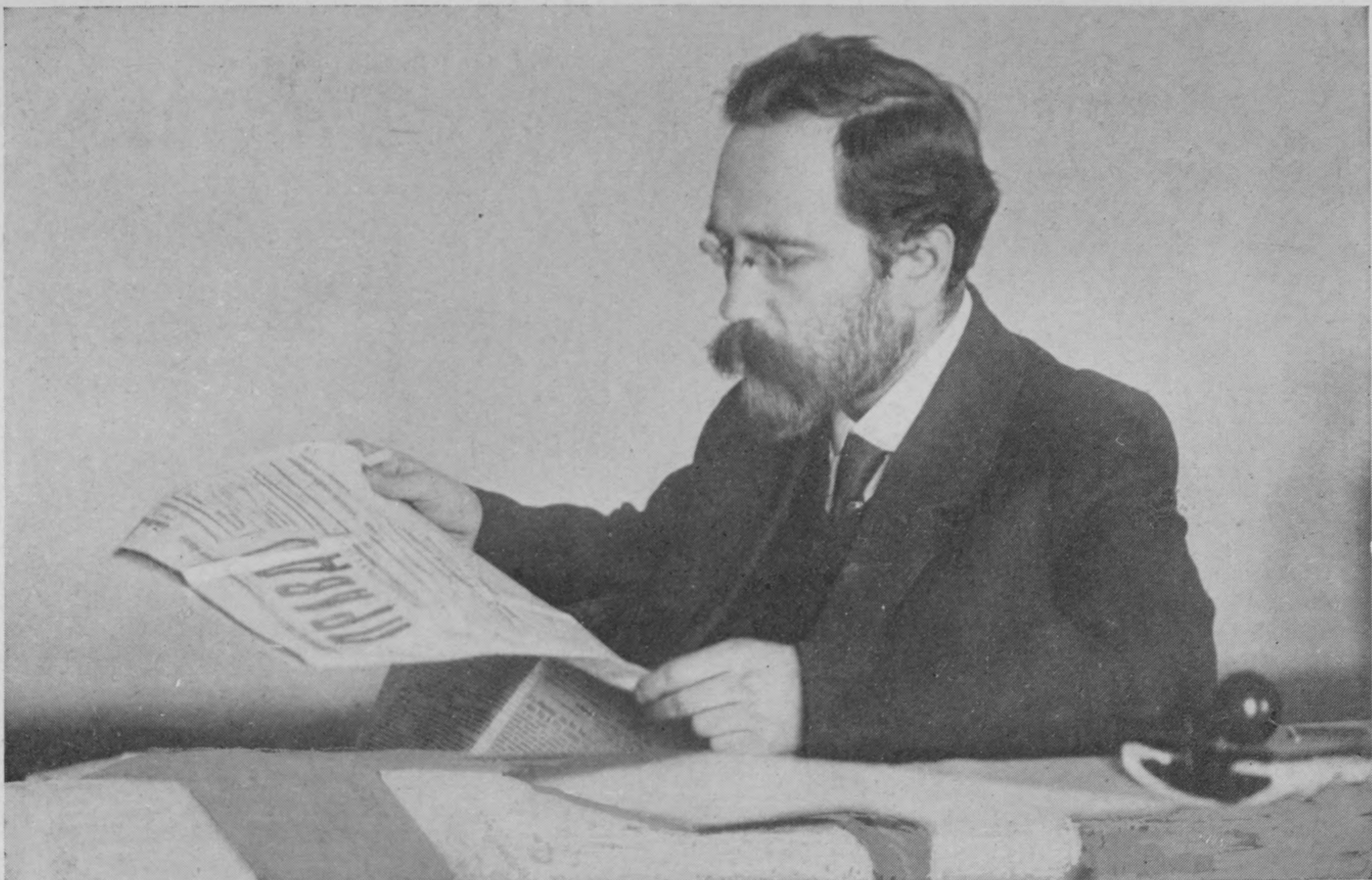
プラウダを読むレフ・カーメネフ

最盛期の発行部数は1,500万部を超えたといわれ、世界一の発行部数を誇ったこともあった。なお最盛期の発行部数ではコムソモールの機関誌であった『コムソモリスカヤ・プラウダ』やモスクワの週刊新聞である『論拠と事実』など、これを上回る新聞もあった。ソビエト連邦の崩壊後は発行部数を大きく減らし、日によっては4面しかないこともあったが、2000年代初頭においてロシアで第2位の発行部数があった。
ソ連時代は、政府機関紙の『イズベスチヤ』と同じく国民に対するプロパガンダ紙であり、無味乾燥な発表報道とスローガンばかりで、広告や写真の少ない新聞であった。ソビエト連邦共産党にとって都合の悪い事は書かれず、時には事実がねじ曲げられて伝えられ、捏造も行われた。多くの国民もそのようなことはわかっていたので行間を読む、裏を読むといったことで真実を探ろうとした。そのような状況から「ソ連の二大新聞、プラウダとイズベスチヤの違いは何か？――プラウダにイズベスチヤ（ニュース）はなく、イズベスチヤにプラウダ（真実）はない」というような小咄（アネクドート）も生まれた。
現在ではロシアにおけるタブロイド型の新聞として人気を集めている。旧プラウダ紙のスタッフによって運営されているニュースサイトプラウダ・オンラインも存在するが、これと現在印刷されているプラウダ紙の間に直接の関係はない。なお、「プラウダ」と呼ばれる新聞は他にもいくつかあり、有名なものとして、かつてコムソモールの機関誌であり、現在ロシアで最も部数の多いタブロイド新聞となっている『コムソモリスカヤ・プラウダ』などが挙げられる。
2000年代初頭にはUFOや超常現象、陰謀論などを扱うようになった。たとえば超常現象研究家のコンノケンイチはプラウダのサイトに載った「地球外文明によってつくられた月面都市」の記事を著書『UFOとアポロ疑惑 月面異星人基地の謎』で引用している。

## 起源

### ロシア革命以前のプラウダ
プラウダが発行されたのはカール・マルクスの生誕記念日である1912年5月5日というのが公式の見解である。しかし実際の起源は1903年にまで遡る。裕福な鉄道技師ウラジーミル・コジェフニコフによってモスクワで設立され、1905年のロシア革命の最中に出版を開始した。
プラウダの黎明期は政治的な方向性を持っておらず、コジェフニコフは芸術、文学、社会生活の雑誌として始めていたが、すぐにプラウダの「社会生活」雑誌への積極的な寄稿者だった若手作家たち（アレクサンドル・ボグダーノフ、N・A・ロジコフ、ミハイル・ポクロフスキー、イヴァン・スクヴォルツォーフ＝ステパーノフ、P・P・ルミャーンツェフ、M・G・ルンツ等）によるチームが形作られた。その後、彼らは雑誌の編集委員となり、後にはロシア社会民主労働党のボリシェヴィキの主要なメンバーとなっていた。 
しかしコジェフニコフと、ボリシェヴィキ主要メンバーでもある編集委員との間に争いが生まれ、ついにはコジェフニコフがプラウダから去ること求めて来たのでこれを受託し、社会民主労働党のメンシェヴィキが編集委員会を引き継いだ。これがプラウダとコジェフニコフとの間に禍根を残すことになる。
1912年1月にプラハで開催されていた社会民主労働党の第6回党会議で、遂にメンシェヴィキが党から追放された。党の主導権を握ったウラジーミル・レーニンは明確にプラウダを公式の代弁者とした。書類をウィーンからサンクトペテルブルクに移すと同時に1912年5月5日（ユリウス暦1912年4月22日）にレーニン主導により4ページで5コペイカの創刊号が発表された。このとき初めてプラウダが法的にも政治新聞として発行された。社会民主労働党の中央委員会、労働者や個人などと共にマクシム・ゴーリキーは新聞に資金援助をした。これには経済問題、労働運動、ストライキに関する記事があり、プロレタリアートの詩が2作載っていた。サンクトペテルブルク・プラウダの最初の編集者であるマクシム・イェゴーロフとドゥーマの議員であるニコライ・ポレターエフが版元として務めた。

### 2月革命

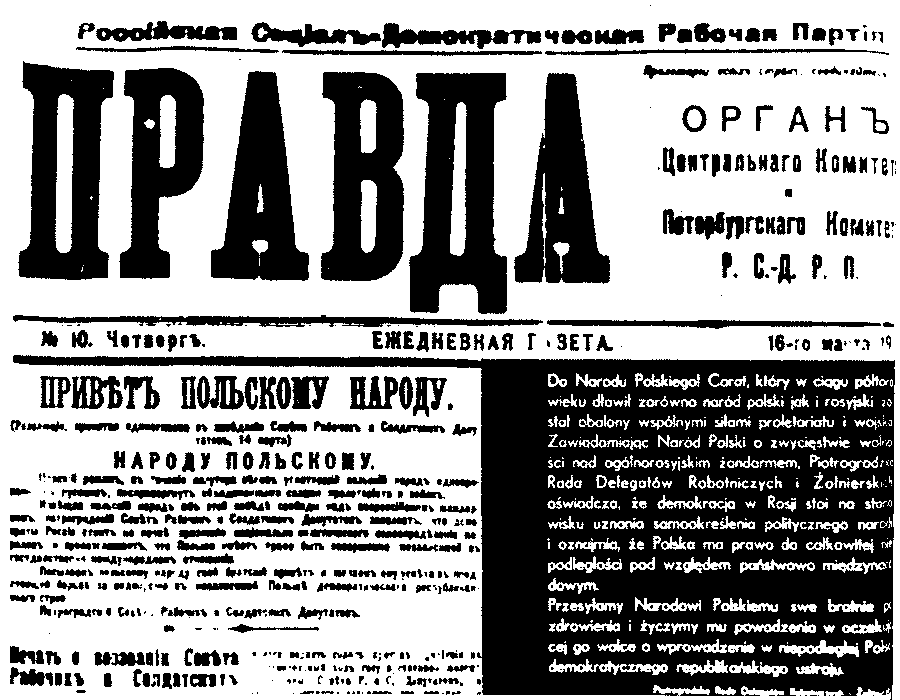
1917年3月16日：ポーランドの独立宣言を報じるプラウダ。

1917年の2月革命によるニコライ2世の退位によって、プラウダは発行を再開した。新しく生まれ変わったプラウダの最初の編集者であるヴャチェスラフ・モロトフとアレクサンドル・シュリャープニコフは、自由主義的なロシア臨時政府に反対した。3月12日にシベリアへの流刑から戻って来たレフ・カーメネフとヨシフ・スターリンに加え、マトヴェイ・ムラノフらは3月15日に編集委員会を引き継いだ。
1917年3月15日、戦争への努力を支持する記事を載せた。
軍隊と軍隊とが対峙しているときに、武器をしまって家路につくよう一方に提案するのは、最もばかげた政策であろう。これは平和政策などではなく、自由人民たちを苛立たせ拒絶させる、奴隷政策だ。

When army faces army, it would be the most insane policy to suggest to one of those armies to lay down its arms and go home. This would not be a policy of peace, but a policy of slavery, which would be rejected with disgust by a free people.
4月3日に、ロシア帝国に帰国したレーニンとグリゴリー・ジノヴィエフは4月テーゼで、臨時政府との統一的な傾向を強く非難した。カーメネフはプラウダの社説でレーニンの立場に反対したが、レーニンは再度プラウダで「反革命」として臨時政府を非難することによって4月党大会では好評を得ることに成功した。それ以降プラウダは基本的にレーニンの編集姿勢を追い、十月革命後の1917年には毎日ほぼ10万枚を販売していた。

## ソ連時代
ソビエト政権が首都をモスクワに遷都した時に事務所も1918年3月3日にモスクワに移し、プラウダはソビエト連邦共産党の公式出版物、または「党の機関紙」となった。プラウダは公式の政策や方針の変更を発表するための国民へのパイプとなり、1991年までそれを続けた。1989年までは国営企業、軍隊、その他の組織はプラウダの購読が必須だった。
他にも新聞はあったが、すべて他の国家機関の機関紙として存在していた。例えば外交関係を報じていたイズベスチヤはソビエト連邦最高会議の機関紙であり、またトルードは労働組合運動の機関紙であり、ベドノターは赤軍と農民に配布されていた。他の様々な派生誌は全国紙として部数を増やすために名前に「プラウダ」を付けたものも発行されていた（コムソモールの機関紙はコムソモリスカヤ・プラウダ、ピオネールの機関紙はピオネールスカヤ・プラウダ）、さらにソ連内の幾多の共和国と州では共産党の地域新聞が発行された、例えばカザフスタンではカザフスタンスカヤ・プラウダ、ムルマンスク州ではポリャルナヤ・プラウダ、アルハンゲリスク州ではプラウダ・セヴェラ、そしてモスクワ市ではモスコフスカヤ・プラウダなどがあった。

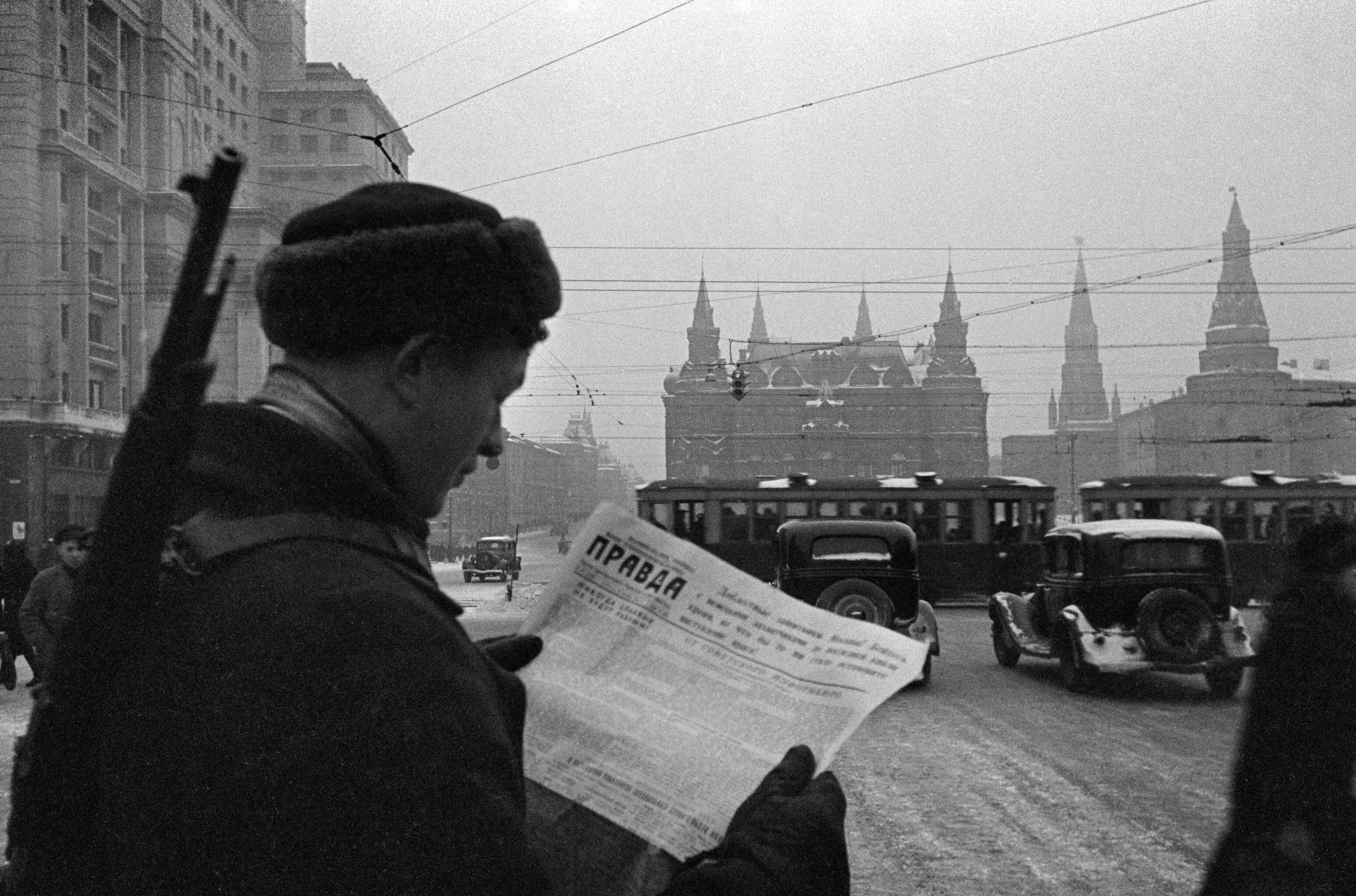
1941年11月： モスクワでプラウダを読む兵士。写真アナトーリー・ガラーニン

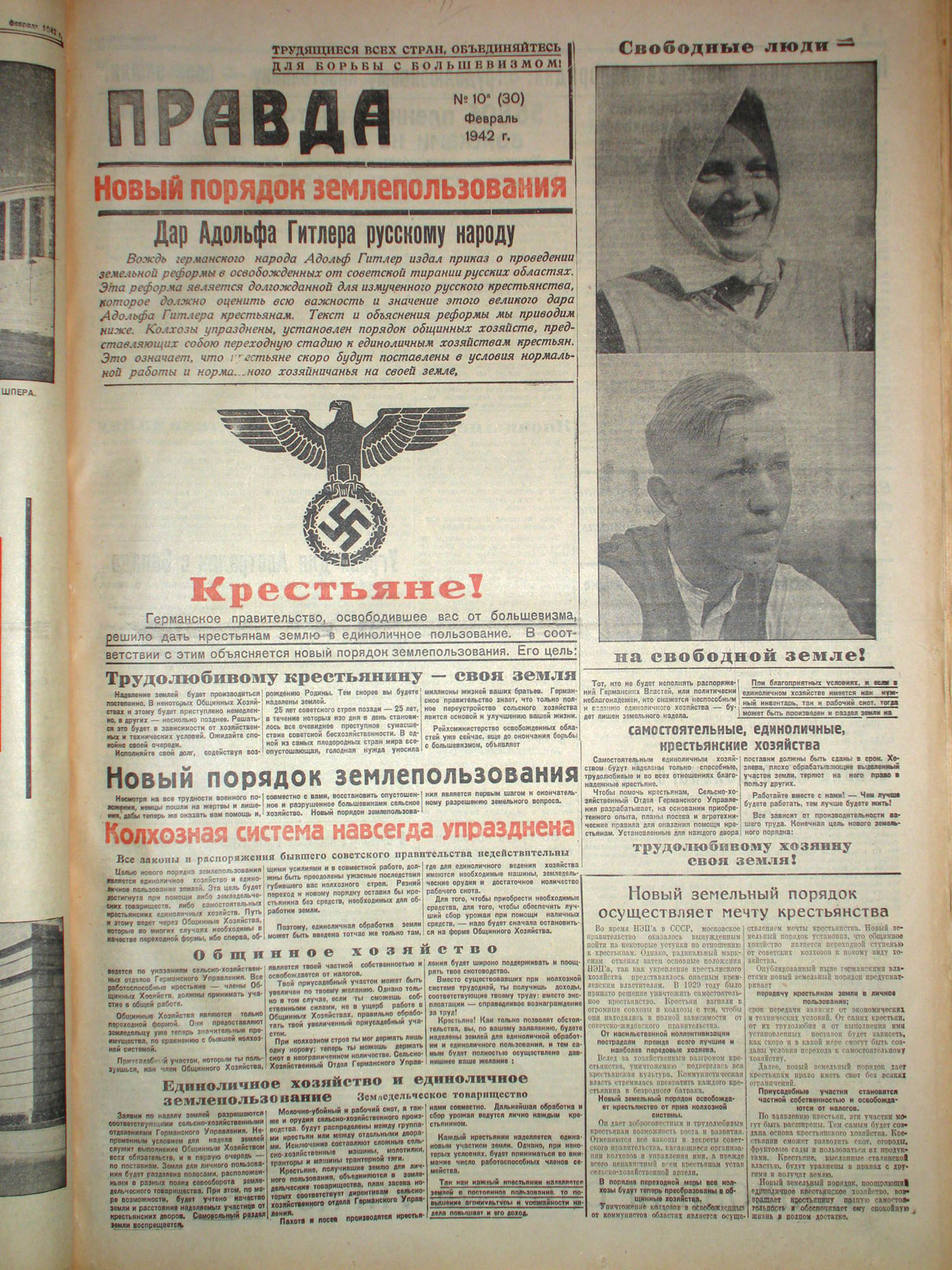
ドイツがプロパガンダ用に作った偽プラウダ。ドイツ占領地域ではコルホーズが廃止されたと伝えている。

10月革命後まもなく、ニコライ・ブハーリンはプラウダの編集者となった。 この人事は1917年4月にロシアへの帰国が決まったブハーリンに先立ち、移住と亡命が終わる最後の数ヶ月の間に決まっていた。1916年11月から1917年4月までブハーリンはアメリカのニューヨーク市で暮らし、地元の図書館で勤務しつつロシア語話者用のロシア語新聞であるノーヴィ・ミール（新世界の意）を発行していた。時が経つにつれてブハーリンとノーヴィ・ミールの関係は深くなり、実際にロシアに戻ったときに1917年1月から4月までノーヴィ・ミール.Zの事実上の編集者を務めていた。1924年のレーニン死後のプラウダはブハーリンの権力基盤を形成する存在となり、新聞を編集したこともある敵対政党の指導者を助けることによりマルクス主義理論家としての評判を補強した。ブハーリンはプラウダの編集者として働き続けていたが、ヨシフ・スターリンとの論争により1929年2月にミハイル・トムスキーと共にプラウダでの職務から外された、これにより結果として彼らは失脚した。
ソ連の場所や物事はプラウダにちなんで名付けられたものが多く、その中でも特にゴーリキー州（プラウダ含め他の全国紙の新聞紙を大量に生産する製紙工場の本拠地である）のプラブジンスクの都市には幾つものプラウダの名を冠した通りや集団農場があった。

## ソ連崩壊後
ミハイル・ゴルバチョフ書記長によるペレストロイカ、グラスノスチ政策の時代にはイズベスチヤに比べて保守的な記事が多く、時にはゴルバチョフの政策を批判することさえあった。ソ連崩壊後は古き良きソ連時代を懐かしむといった論調も目立つものの、内容はずっと軟化している。
1991年に共産党が解散されその資産が接収された際に、プラウダ紙もその一部として発行が停止されたが、その数週間後には旧スタッフによって同じ名前の新聞が創刊された。数ヶ月後にプラウダ紙の経営権はギリシャの実業家ヤンニコス家に移ったが、これに反発したスタッフたちはプラウダ紙から独立し、独自の新聞創刊（これはのちに政府によって発行禁止となった）を経て1999年にロシア語による初めてのニュースサイトであったプラウダ・オンラインを開設した。
2012年7月5日、プラウダ創刊号発行100周年を記念して、ロシア連邦共産党内に正式に編集部が組織された。

## プラウダの発行する主な新聞・雑誌
プラウダ
日刊紙
アガニョーク（Огонёк、ともしびの意）
かつてはソビエト共産党の機関誌、週刊。
クロコディル（Крокодил、ワニの意）
ソ連時代は唯一の漫画誌。インテリ層に根強い人気がある。
セリスカヤ・ジーズニ（Сельская жизнь、農村生活の意）

## 歴代編集長

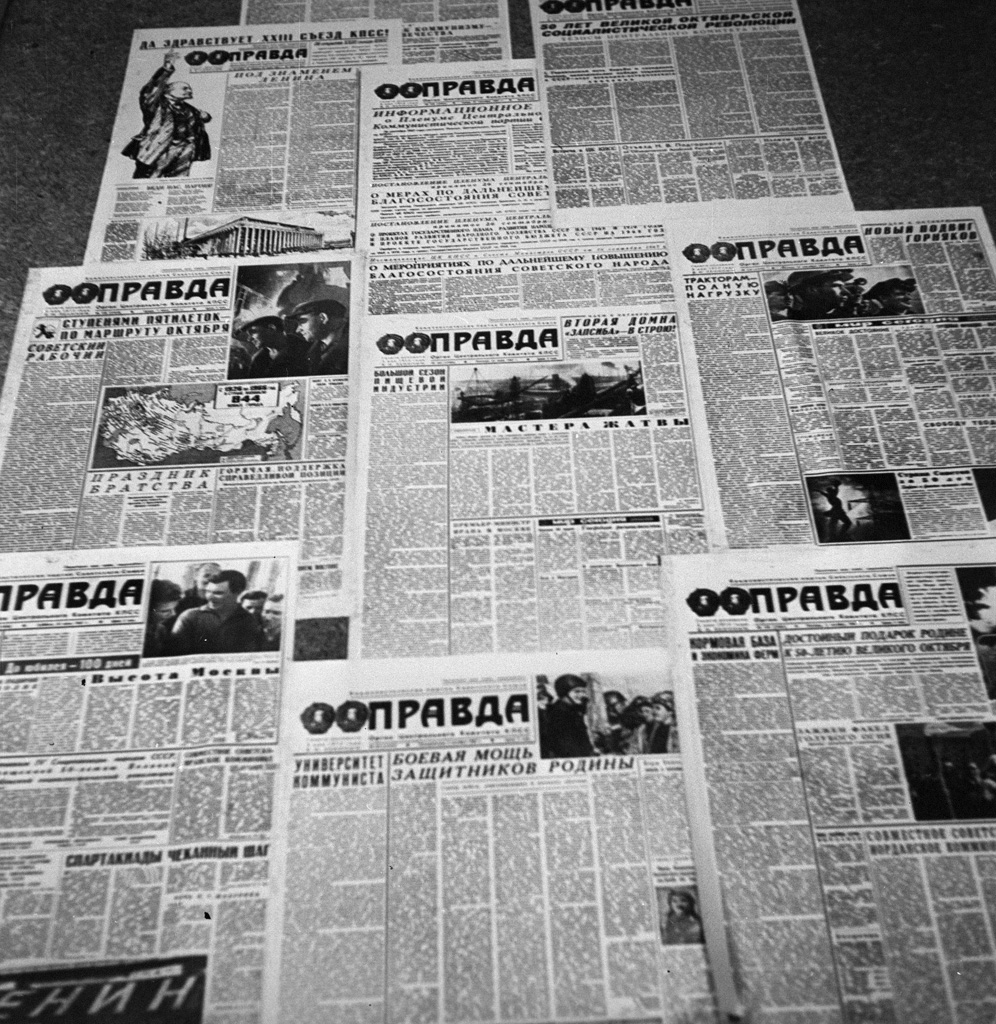
1960年代のプラウダの一面。

- 編集委員会（1917年3月-12月）
  - レフ・カーメネフ
  - ミハイル・カリーニン
  - ヴャチェスラフ・モロトフ
  - ヨシフ・スターリン
  - ウラジーミル・レーニン
  - グリゴリー・ソコリニコフ
  - マトヴェイ・ムラノフ（英語版）
  - コンスタンチーン・イェレメーエフ（ロシア語版）
  - ミハイル・オリミーンスキー（ロシア語版）
  - マリーヤ・ウリヤーノヴァ（ロシア語版）
- ニコライ・ブハーリン（1918年12月–1929年）
- 編集委員会事務局（1929-1930年）
  - ガラリド・クルミン（ロシア語版）
  - ニコライ・ポポフ（ロシア語版）
  - イェメリヤーン・ヤロスラーフスキー（英語版）
- マクシミリアン・サベリェフ（ロシア語版）（1928–1930年）
- レフ・メフリス（1930–1937年）
- イヴァン・ニキーチン（1937–1938年）
- 不明（1938–1940年）
- ピョートル・ポスペーロフ（1940–1949年）
- ミハイル・スースロフ（1949–1950年）
- レオニード・イリイチョーフ（ロシア語版）（1951–1952年）
- ドミトリー・シェピーロフ（1952–1956年）
- パーヴェル・サチュコフ（ロシア語版）（1956–1964年）
- アレクセイ・ルミャーンツェフ（ロシア語版）（1964–1965年）
- ミハイル・ジミャーニン（ロシア語版）（1965–1976年）
- ヴィークトル・アファナーシェフ（ロシア語版）（1976–1989年）
- イワン・フロロフ（1989–1991年）

## 現在の共産主義国家における類似の新聞
- 人民日報（People's Daily） – 中華人民共和国、中国共産党の公式新聞

- 労働新聞（Rodong Sinmun） – 北朝鮮、朝鮮労働党の公式新聞

- グランマ（Granma） – キューバ、キューバ共産党の公式新聞

- ニャンザン（Nhân Dân） – ベトナム、ベトナム共産党の公式新聞

- パサソン（Pasaxon） – ラオス、ラオス人民革命党の公式新聞